# Мама-Марія

«Мама-Марія» — роман-пісня Григорія Лютого, твір створений на початку ХХІ сторіччя. «Мама-Марія» — перший роман у віршах на Запоріжжі.
У присвяті автор пише: «Мамі моїй Марії, татові, роду моєму красному, землякам, тій босоніжній шпоришевій (від обрію — до колиски) стежечці, що привела мене народитись українцем, присвячую…»
У романі висвітлюються події у Гуляй-Полі на Запоріжжі, у 20-і роки ХХ ст. Головна героїня (Мама-Марія) — дівчинка-сирота. Вона надзвичайно талановита, має «Божий дар співу» і тому стає у романі уособленням Божої Матері, Матері українського народу.